# Porospora hesperus
Porospora hesperus is een soort in de taxonomische indeling van de Myzozoa, een stam van microscopische parasitaire dieren. Het organisme komt uit het geslacht Porospora en behoort tot de familie Porosporidae. Porospora hesperus werd in 1961 ontdekt door Tuzet & Ormieres.